# 詹姆斯堡 (伊利諾伊州)
詹姆斯堡（英語：Jamesburg）是位於美國伊利諾伊州弗米利恩縣的一個非建制地區。該地的面積和人口皆未知。

## 地理
詹姆斯堡的座標為40°15′44″N 87°44′56″W / 40.26222°N 87.74889°W，而該地的平均海拔高度為208米（即682英尺）。